# Les Moutiers-en-Auge
Les Moutiers-en-Auge é uma comuna francesa na região administrativa da Normandia, no departamento Calvados. Estende-se por uma área de 10,5 km². Em 2010 a comuna tinha 127 habitantes (densidade: 12,1 hab./km²).